# Kangaarsutsiaq
Kangaarsutsiaq [kaˈŋɑːˌsːut͡siɑq] (nach alter Rechtschreibung Kangârssutsiaĸ) ist eine wüst gefallene grönländische Siedlung im Distrikt Aasiaat in der Kommune Qeqertalik.

## Lage
Kangaarsutsiaq liegt an der Südwestspitze der großen Insel Saqqarliit. 20 km nordöstlich liegt der Kommunehauptort Aasiaat als nächstgelegener Ort.

## Geschichte
Es ist mündlich überliefert, dass die Bewohner von Kangaarsutsiaq häufig nach Nuuk fuhren, um große Feste zu feiern. Dies muss allerdings lange zurück liegen, da Kangaarsutsiaq bis weit in die Kolonialzeit nicht bewohnt war. Dafür ist bekannt, dass auf den nahegelegenen Inseln Illutalik und Tupertalik um 1800 herum rund drei Dutzend Menschen lebten. Kangaarsutsiaq wurde erstmals 1829 genannt, als dort 19 Menschen lebten. Zwei Jahre später wurde der Ort wieder aufgegeben. Erst im Winter 1847/48 kamen wieder Menschen nach Kangaarsutsiaq, um Garnfang zu betreiben.
1915 lebten 52 Menschen im Ort, der zur Gemeinde Manermiut gehörte. Die Schulkapelle aus dem Jahr 1907 war ein Fachwerkgebäude mit Torfmauerfassade und Dachpappe. Es gab einen Katecheten und eine Hebamme sowie 17 Jäger im Ort. 1930 lebten nur noch 17 Menschen in Kangaarsutsiaq und 1933 wurde der Wohnplatz aufgegeben.